# Хутор (Добрушский район)
Хутор (бел. Хутар) — упразднённая деревня в Переростовском сельсовете Добрушского района Гомельской области Беларуси.

## География

### Расположение
В 17 км на юго-восток от районного центра и железнодорожной станции Добруш (на линии Гомель — Унеча), 45 км от Гомеля.

## Транспортная сеть
Транспортная связь по просёлочной, затем по автомобильной дороге Хорошевка — Добруш. Планировка состоит из прямолинейной широтной улицы, застроенной двусторонне деревянными домами.

## История
Основана в начале 1920-х годов переселенцами из соседних деревень на бывших помещичьих землях. В 1929 году жители вступили в колхоз. В 1959 году в составе колхоза имени М.И. Калинина (центр — деревня Перерост).
Упразднена в 2011 году, вошла в состав агрогородка Перерост.

## Население

### Численность
- 2004 год — 68 хозяйств, 149 жителей

### Динамика
- 1959 год — 347 жителей (согласно переписи)
- 2004 год — 68 хозяйств, 149 жителей